# Stephan Roth (Mediziner, 1957)
Stephan Roth (* 31. Januar 1957 in Frankfurt am Main) ist deutscher  Urologe und Sachbuchautor.

## Leben
Stephan Roth studierte von 1976 bis 1983 an der RWTH Aachen Humanmedizin. Anschließend machte er seine Facharztausbildung der Urologie am Städtischen Krankenhaus in Düren von 1984 bis 1990.
In den Jahren 1991 bis 1993 erhielt Stephan Roth ein Stipendium der Deutschen Forschungsgemeinschaft, das ihm Forschungsaufenthalte an Institutionen wie der Universität von Paris, der Universität Rennes und der Harvard Medical School ermöglichte. Daraufhin habilitierte sich Roth im Jahr 1993 an der Universität Münster mit einer Arbeit über das Risiko von Knochenstoffwechselstörungen nach Harnableitung durch umgewandelte Anteile des Darmes.
Von 1993 bis 1997 war Stephan Roth als leitender Oberarzt an der Urologischen Universitätsklinik Münster tätig. 1997 wurde an der Universität Münster zum Außerplanmäßigen Professor ernannt. Im selben Jahr folgte ein Ruf auf den Lehrstuhl für Urologie an der Universität Witten/Herdecke und die Position des Klinikdirektors der Urologischen Universitätsklinik Wuppertal.
Seit Dezember 2022 ist Stephan Roth als Senior Consultant am Urologischen Helios Universitätsklinikum Wuppertal aktiv.
Stephan Roth ist Mitglied mehrerer nationaler und internationaler Fachgesellschaften, wie der Deutschen Gesellschaft für Urologie sowie der nordrhein-westfälischen, europäischen und amerikanischen Gesellschaft für Urologie. 2015 war er Präsident der deutschen Gesellschaft für Urologie.

## Medizinischer Schwerpunkt
Stephan Roth ist ein Mediziner mit Expertise in den Bereichen Urologie, spezielle urologische Chirurgie, Andrologie und medikamentöse Tumortherapie. Er wird umgangssprachlich auch als ‚Blasendoktor‘ und ‚Prostatadoktor‘ bezeichnet.
In den Jahren 2022 und 2023 hat er zwei Ratgeber zu den Bereichen Blase und Prostata veröffentlicht. Zusätzlich zu seinen Veröffentlichungen betreibt er einen eigenen Blog, der den Betroffenen Informationen über Prävention und Behandlung von Erkrankungen in diesen Bereichen bietet.
Im Bereich der operativen Therapie bei funktionsgestörten oder von Krebs betroffenen Harnblasen hat er verschiedene operative Verfahren entwickelt und angepasst, um aus dem Darm der betroffenen Patienten eine Ersatzblase zu konstruieren, die eine Urinableitung mit einem Beutel überflüssig macht. Ein spezieller Schwerpunkt liegt dabei auf der Bildung eines kontinenten Nabelpouches. Hierbei können sich Betroffene, hauptsächlich junge Frauen, mittels eines Katheters selbst entleeren. Die Öffnung des Nabelpouches ist dabei am Bauchnabel versteckt und durch eine operative Methode selbst abdichtend. Die Notwendigkeit einer Blasenentfernung ergab sich oft als Teil einer Krebsoperation, beispielsweise im Zusammenhang mit Gebärmutterhalskrebs. Die beschriebenen operativen Techniken wurden im Fachjournal American Journal of Urology veröffentlicht.

## Auszeichnungen
- 1988 – Paul-Mellin-Preis der Nordrhein-Westfälischen Gesellschaft für Urologie[3][5][10][11]
- 1989 – Paul-Mellin-Preis der Nordrhein-Westfälischen Gesellschaft für Urologie[3][5][10]
- 1989 – Peter-Bischoff-Preis der Norddeutschen Urologen[3][5][12]
- 1992 – Hauptpreis des AK Experimentelle Urologie der DGU[1]
- 1993 – C. E. Alken-Preis[3][13][14]
- 2021 – Felix-Martin-Oberländer-Preis der Deutschen Gesellschaft für Urologie[15]

## Publikationen

### Deutschsprachig
- Blase gut – alles gut. Ihr Navigator für das Herz im Unterleib – bei Entzündungen, Inkontinenz, Harndrang & Co. 2022. Knaur MensSana Verlag. ISBN 978-3-426-65898-7.
- mit Friedrich-Carl Rundstedt: Der Prostata- und Blasen-Guide. Was Mann wissen sollte. 2023. Knaur MensSana Verlag. ISBN 978-3-426-65902-1.
- mit Axel Semjonow und Peter Rathert: Klinische Urologie. Vom Befund zur Urologie. 1993. Springer Verlag. ISBN 978-3-642-97417-5.
- mit Hansjürgen Piechota und Michael Waldner: Tipps und Tricks für den Urologen: Problemlösungen von A bis Z. 2. Auflage 2003. Springer Verlag. ISBN 978-3-540-43634-8.
- mit Peter Rathert, Oliver Hakenberg und Josefine Neuendorf: Urinzytologie und Sedimentanalyse. Praxis und Atlas. 5. Auflage 2018. Springer Verlag, ISBN 978-3-662-55660-3.

### Englischsprachig
- Michael Waldner, L. Hertle, Stephan Roth: A surgical technique combining continent cutaneous urinary diversion and complete ileal ureteral replacement. November 1998. PMID 9783953.
- A. Lampel, Joachim W. Thüroff, Stephan Roth: Modified seromuscular tube: serosa lined bowel wall imbrication as a continent outlet for continent cutaneous urinary diversion. Januar 2000. PMID 10604347.
- Stephan Roth, H, van Ahlen, A. Semjonow, F. Oberpenning, L. Hertle: Does the success of ureterointestinal implantation in orthotopic bladder substitution depend more on surgeon level of experience or choice of technique? Januar 1997. PMID 8976215.
- F. C. von Rundstedt, S. Degener, D. A. Lazica, Stephan Roth, B, Ubrig: Transposition of the stoma in ileal conduits: the „trouble shooting“ technique for stomal complications. Januar 2014. PMID 24297453.
- Stephan Roth, A. Semjonow, Michael Waldner, L. Hertle: Risk of bowel dysfunction with diarrhea after continent urinary diversion with ileal and ileocecal segments. November 1995. PMID 7563325.